# San Germán
San Germán – miasto w Portoryko. Według danych szacunkowych na rok 2000 liczy 37 704 mieszkańców. Jest siedzibą gminy San Germán. Burmistrzem miasta jest Isidro A. Negrón Irizarry. Miasto zostało założone w 1573.